# Anatoma baxteri
Anatoma baxteri är en snäckart som beskrevs av J. H. McLean 1984. Anatoma baxteri ingår i släktet Anatoma och familjen Scissurellidae. Inga underarter finns listade i Catalogue of Life.